# حديقة بيرشتسجادن الوطنية
تقع حديقة بيرشتسجادن الوطنية في جنوب ألمانيا على حدودها مع النمسا، في بلدتي رامساو بي بيرشتسجادن وشوناو إم كونيغسي ، مدينة بيرشتسجاندر في بافاريا ، تم إنشاء الحديقة الوطنية في عام 1978م لحماية المناظر الطبيعية لجبال بيرشتسجادن الألبية . يقع المقر الرئيسي للحديقة في مدينة بيرشتسجادن وتم تصنيفها كمحمية للمحيط الحيوي من قبل اليونسكو في عام 1990م .

## الموقع والجغرافيا
تقع الحديقة في المنطقة الجبلية جنوب مدينة بيرشتسجادن . تتزامن الحدود الشرقية والجنوبية والغربية للحديقة مع حدود الدولة بين ألمانيا والنمسا . منطقة المنتزه غير متطورة اقتصاديا ، ولا توجد فيها أي مستوطنات . وفي وسط المنتزه توجد بحيرة كبيرة هي بحيرة كونيغسي الممتدة من الجنوب إلى الغرب وهي منبع نهر Königsseer Ache ، وهو الرافد الأيمن لنهر سالزاخ . توجد بحيرة أصغر حجما ،بحيرة اوبرسي ، فوق نهر كونيغسي وتصب فيه . تنتمي منطقة المنتزه بأكملها إلى حوض تصريف نهر سالزاخ ، وبالتالي نهر الدانوب . غرب البحيرة توجد كتلة صخرية من فاتزمان (2,713 متراً (8,901 قدماً)) ، وبعد من ذلك ، يفصلها وادي Wimbachtal ، كتلة صخرية من Hochkalter (2,607 متراً (8,553 قدماً)) .
يعد جبل فاتزمان ثالث اعلى كتلة جبلية في ألمانيا . نهر فاتزمان الجليدي ، يقع أسفل الوجه الشرقي لنهر فاتزمان ، ونهر بلاويس ، المجاور ل hochkalter ، هما اثنان من الانهار الجليدية الخمسة في ألمانيا .

## التاريخ
تم إنشاء أول منطقة محمية طبيعية في جبال بيرشتسجادن الألبية في ما يعرف حاليًا بالجزء الجنوبي الشرقي من المنتزه في عام 1910 م . وكانت مساحتها 8,600 هكتار (21,000 فدان) وتم تنظيمها وفقًا لنموذج المتنزهات الوطنية في الولايات المتحدة . في عام 1919م تم بناء فندق سانت بارتولوميو الجبلي . في مارس 1921م ، تم
توسيع المنطقة الى 20400 هكتار (50000 فدان).في ذلك الوقت كانت تشمل كلا من فاتزمان و Hochkalter . خلال الحرب العالمية الثانية ، هيرمان غورينغ ، الذي ، من بين مسؤوليات أخرى ، كان وزير الدولة للغابات والصيد ،أعلنت المنطقة المحيطة بـ Obersee منطقة محمية طبيعية محمية بشكل خاص ، فضلا عن ذلك ، تم تحديد ست مناطق رسميًا لحماية الحيوانات . في الممارسة العملية ، تم استخدامها للصيد . تم طرح مبادرة إنشاء حديقة وطنية لأول مرة في عام 1953م . في 1960م ، تم طرح مبادرة متزامنة لبناء مصعد جوي إلى قمة جبل فاتزمان .ومن الواضح أن هذا يتعارض مع خطط إنشاء حديقة وطنية ، وفي النهاية تم التخلي عنها في عام 1972م بقرار من ولاية بافاريا الحرة، والتي قررت أيضًا إنشاء حديقة وطنية . تم افتتاح الحديقة في 1 أغسطس 1978م ، وكانت مساحتها الإجمالية 208.08 كيلومتر مربع (80.34 ميل مربع) . في 1990م ، تم الاعتراف بالحديقة الوطنية من قبل اليونسكو كمحمية للمحيط الحيوي .وفي عام 2010م ، تم توسيع الحديقة . اعتبارًا من عام 2012، بلغت مساحتها 210 كيلومترًا مربعًا (81 ميلًا مربعًا) .

## السياحة
توجد ستة مراكز معلومات تقع في بيرشتسجادن ورامساو وداخل الحديقة. تحتفظ الحديقة بشبكة واسعة من المسارات. إحدى مناطق الجذب الثقافية في الحديقة هي كنيسة الحج للقديس بارثولوميو، الواقعة في كونيغسي.

## وصلات خارجية
- "The Berchtesgaden National Park – A National Park for All". Nationalparkverwaltung Berchtesgaden. مؤرشف من الأصل في 2012-07-04. اطلع عليه بتاريخ 2012-06-08.